# Каска (пам'ятка природи)
«Каска» (рум. Colina „Casca”) — пагорб; геологічна пам'ятка природи в Сороцькому районі Республіки Молдова. Знаходиться біля села Кременчуг, в долині річки Дністер. За останніми вимірюваннями площа складає 37,6 або 45 га. Об'єктом управляє лісогосподарське підприємство «Сорока».

## Опис
Поява пагорба є наслідком складних процесів ерозії на системі розломів, які перетинаються в цьому місці. Пагорб орієнтований на південь, довжиною близько 1 км, шириною 700 м і висотою порівняно з рівнем Дністра 106 м, вершина якого складає 161 м над рівнем моря.
Пагорб огинається річкою Прут на півдні із поверненням на схід, утворюючи, таким чином, вузьку смужку. У цьому місці на лівому березі (Республіка Молдова) були виявлені крейдяні, неогенові та четвертинні відкладення. Сеноманські утворення товщиною 22 м були досліджені геологом Теодором Васкшеуану, який виявив скелетні рештки морських їжаків (Holaster laevis Ag.)
Баденські глини та вапняки містять залишки водоростей (Picten elegans, Litotamnium sp.) та форамініфери (Polystomella indigena). Лесовидні суглинки та глини пізнього пліоцену — раннього плейстоцену — містять кістки мамонта (Mammuthus primigenius Blum) та коней (Equus caballus fossilis L.). Також виявлені крем'яні знаряддя, що відносяться до верхнього палеоліту.

### Геологічний профіль
| Геологічний період | № | Назва, опис                                         | Товщина (м) |
| ------------------ | - | --------------------------------------------------- | ----------- |
| крейдяний          | 1 | кремнієвий вапняк                                   | 15          |
| неоген             | 2 | баденські вапняки                                   | 3           |
| неоген             | 3 | сіро-жовті так звані «липкі піски» формації Поділля | 16          |
| неоген             | 4 | базальні конгломерати                               | 0,1         |
| неоген             | 5 | сірі вапняні пісковики                              | 4,8         |
| неоген             | 6 | так звані «липкі піски»                             | 6,4         |
| неоген             | 7 | сіро-жовтий оолітичний вапняк                       | 6,4         |
| неоген             | 8 | кристалізований вапняк                              | 2,6         |

## Природоохоронний статус
13 березня 1962 року об'єкт був взятий під захист рішенням Ради міністрів Молдавської РСР. Його статус було підтверджено постановою Ради міністрів від 8 січня 1975 р. № 5, а також законом «Про фонд природних територій, що охороняються державою» вже незалежної Республіки Молдови 25 лютого 1998 року. 
У 1998 році землевласником пам'ятки був Сороцький лісгосп, який був реорганізовано у лісогосподарське підприємство «Сорока».
Заповідна територія має міжнародний науковий інтерес для геологічного картографування та стратиграфічного вивчення осадових утворень Східноєвропейської платформи, а також для геоморфологічних та тектонічних досліджень.

## Галерея зображень

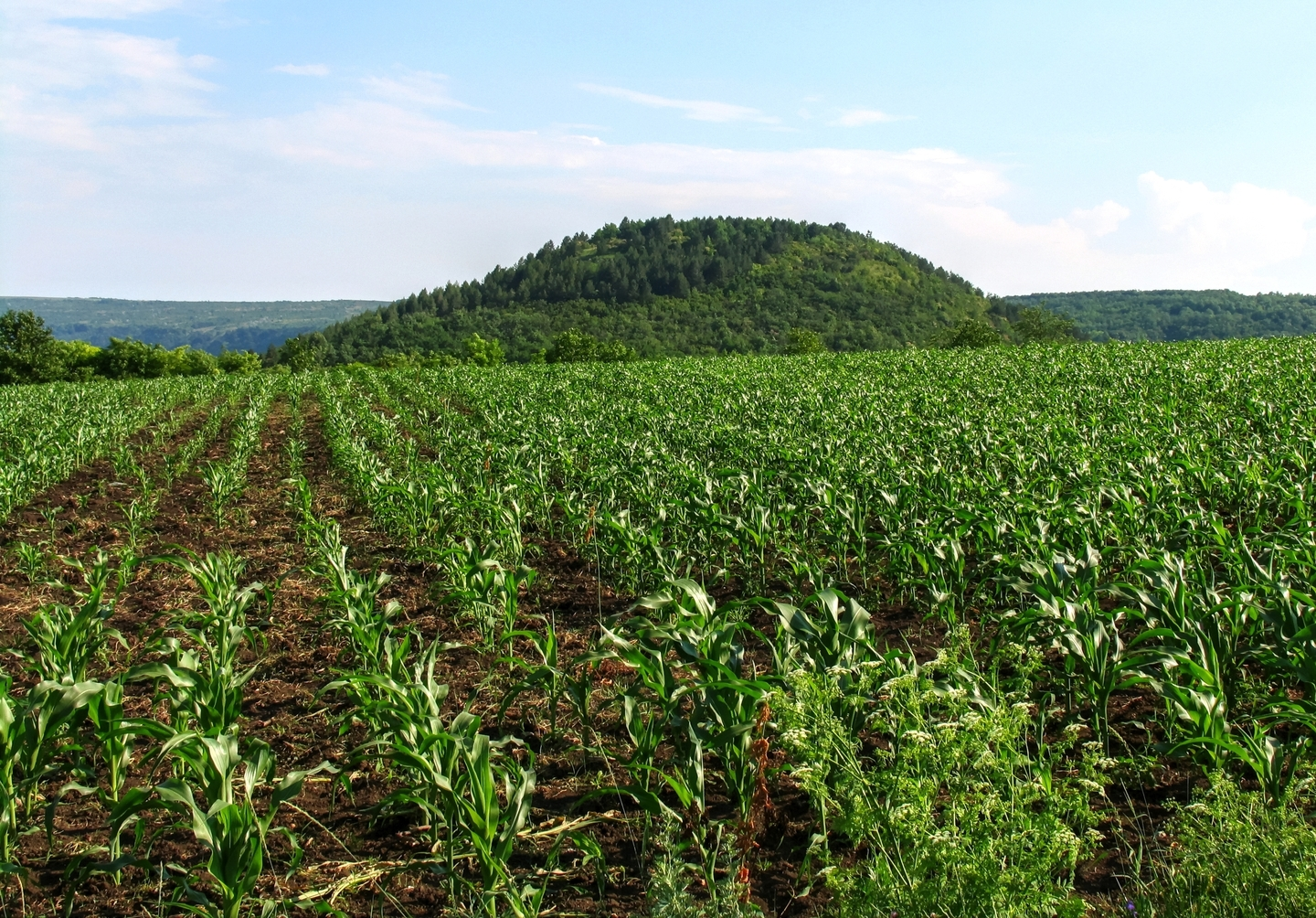
Здалеку
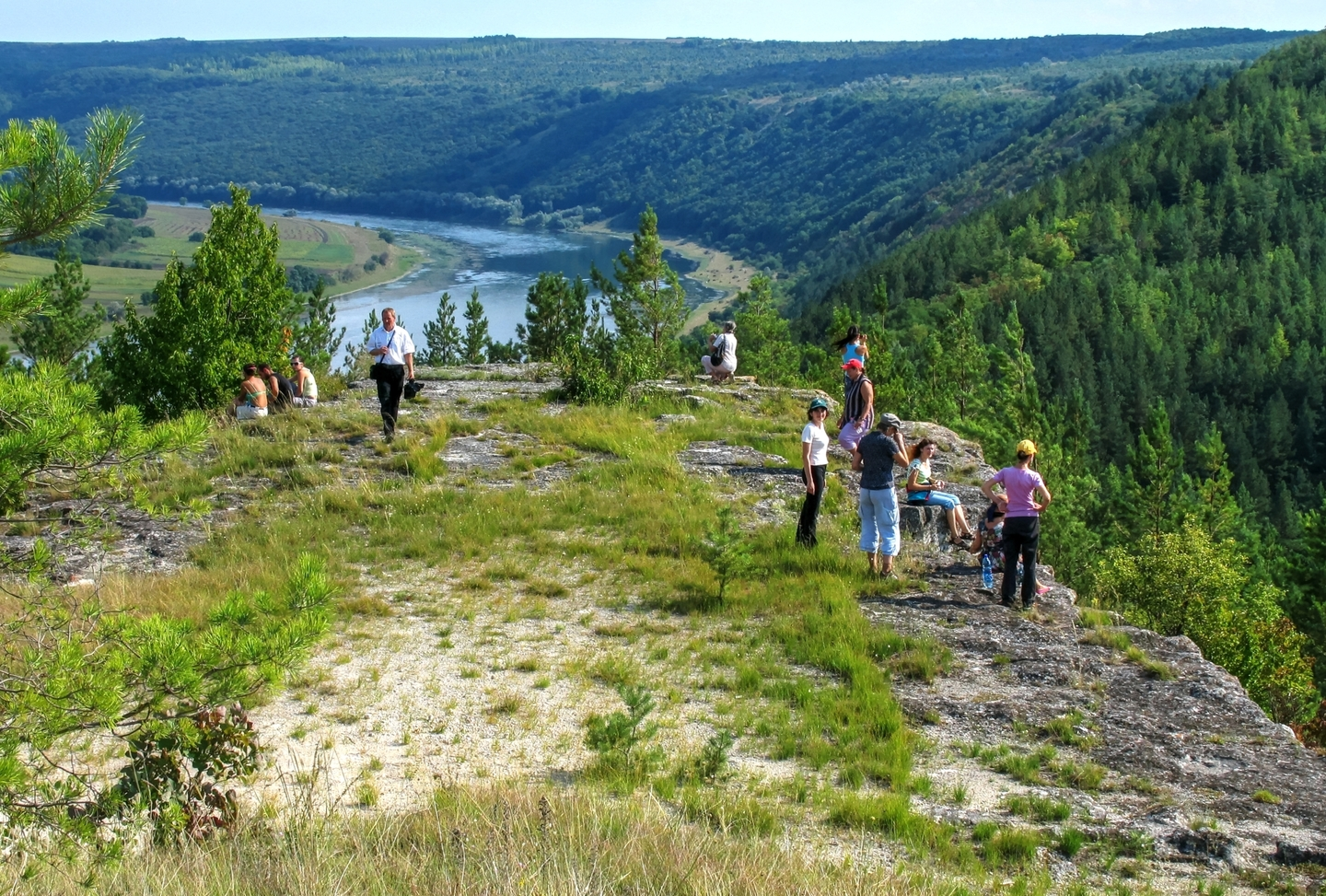
На пагорбі
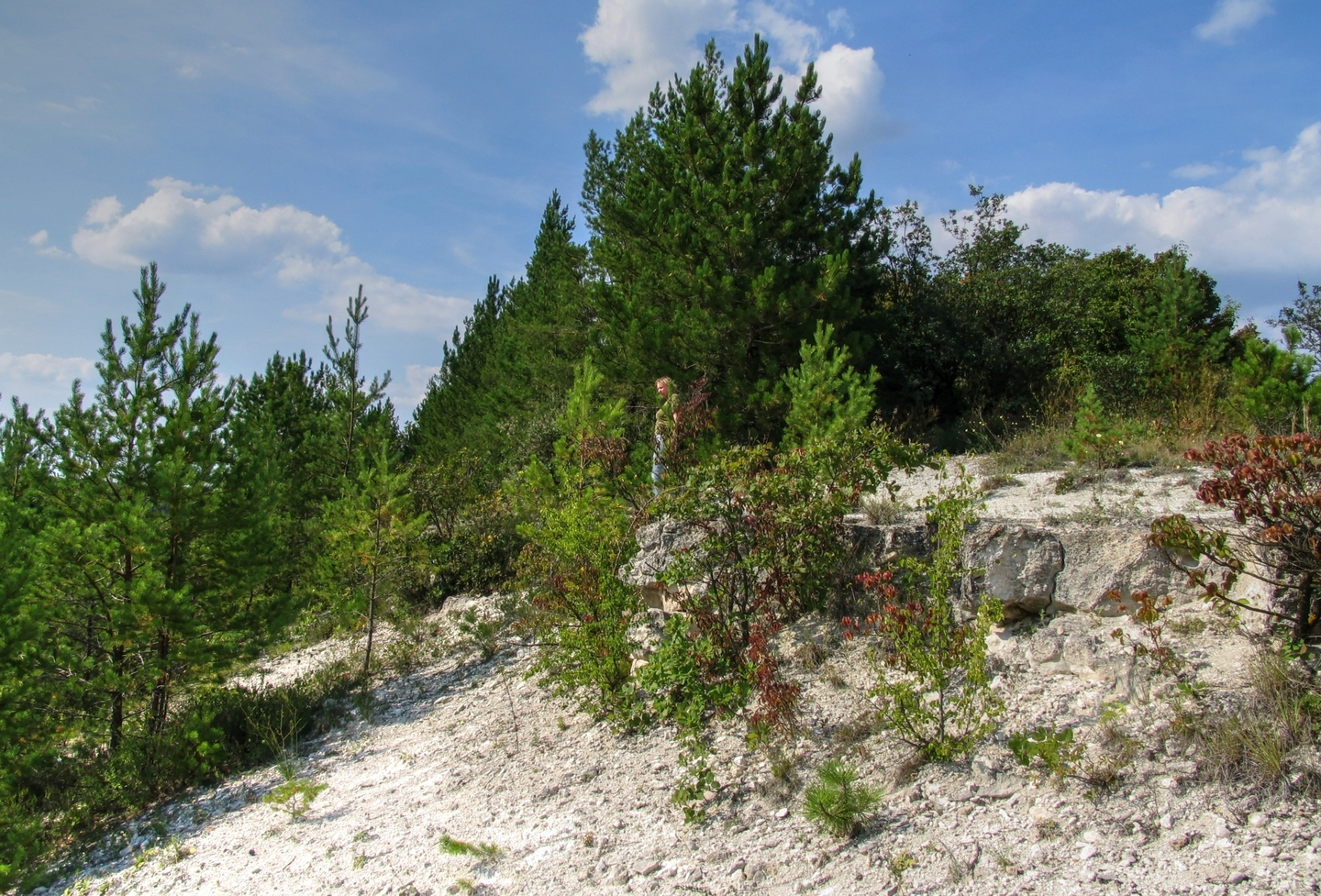
Пейзажі
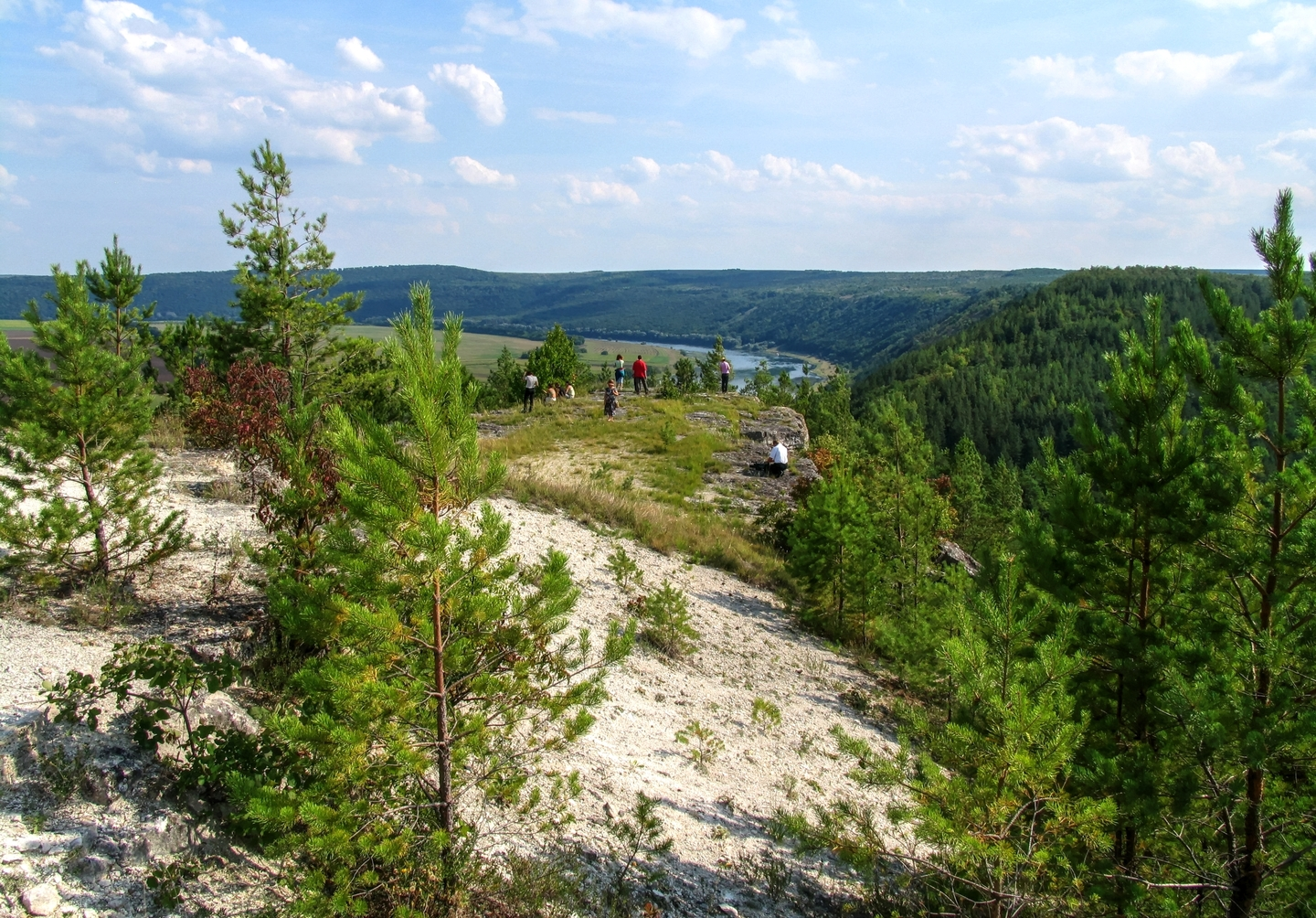
Пейзажі
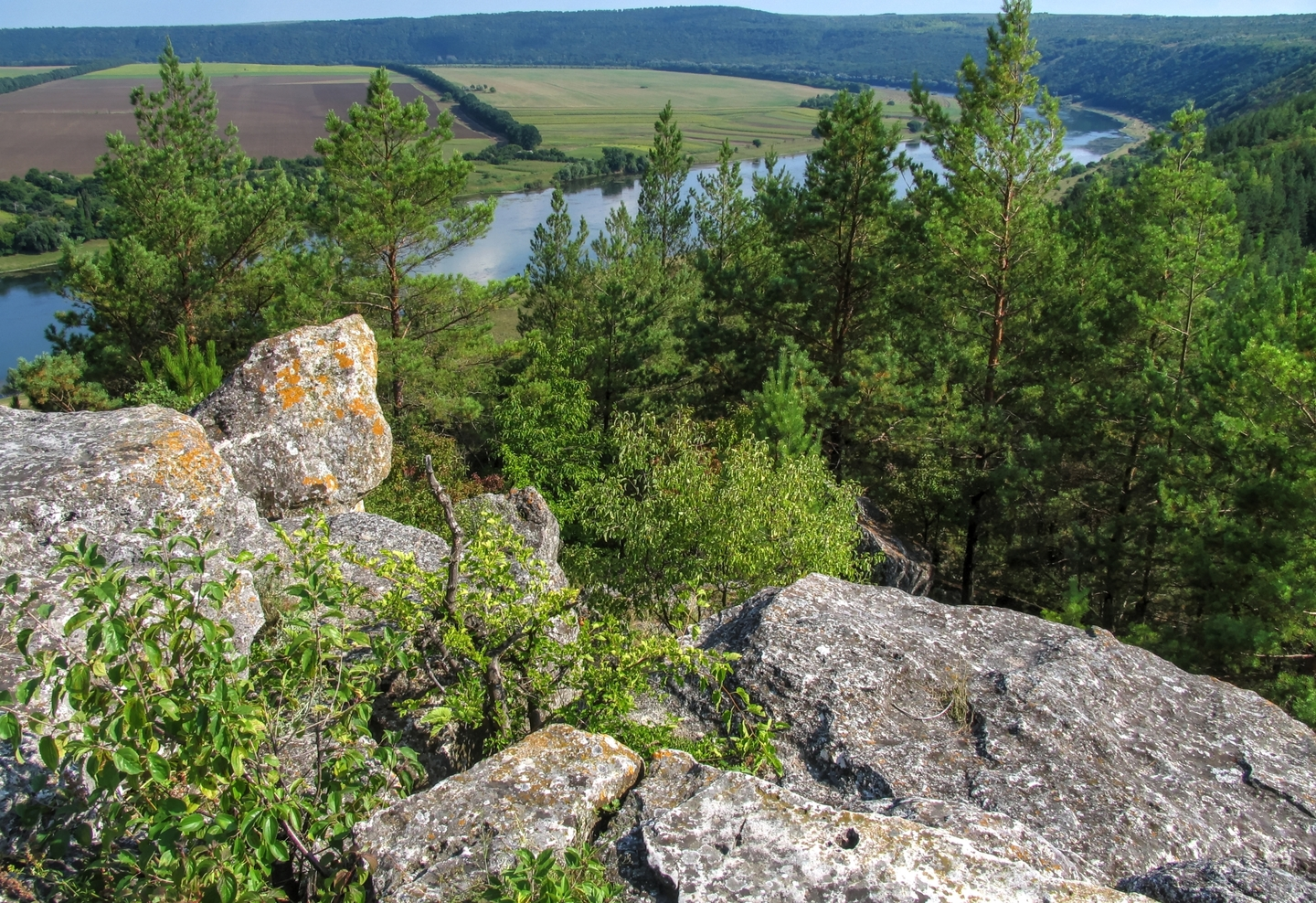
Вид на річку
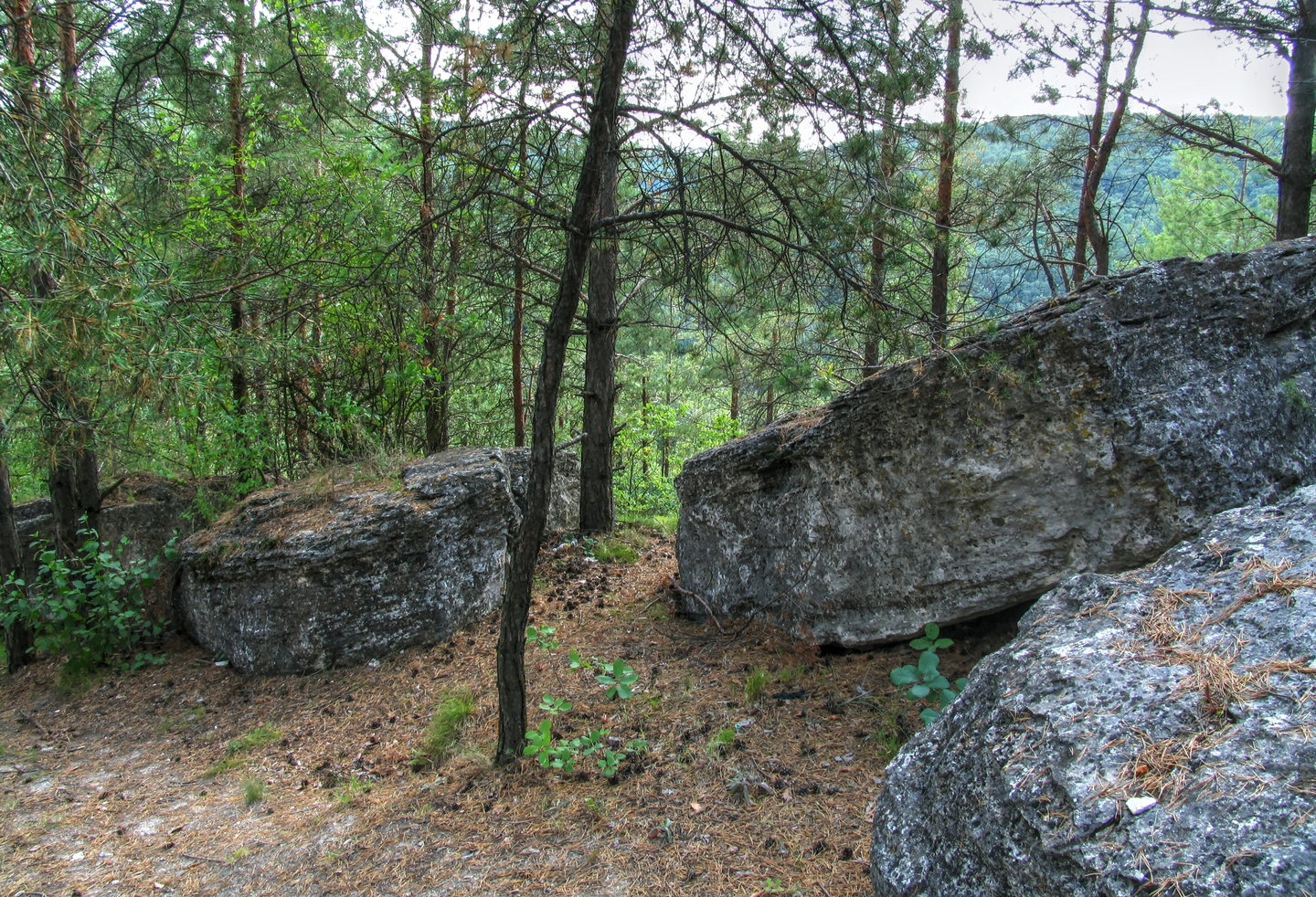
Валуни